# Senjutsu
Senjutsu је седамнаести студијски албум британског хеви метал састава Ајрон мејден. Албум је објављен  3. септембра 2021 за издавачку кућу Guillaume Tell.
Између објављивања претходног и тренутног албума прошло је шест година, што представља најдужу паузу између два објављена албума за Мејдене.
Група је албум реализовала са њиховим дугогодишњим продуцентом Кевином Ширлијем, у копродукцији басисте и вође састава Стива Хариса.
Senjutsu јесте један од најуспешнијих албума групе у погледу пласирања на ранг листама најпродаванијих албума по државама. Албум је заузео прво место на ранг листама у 23 земље, и такође је први албум који није заузео водећу позицију на британским ранг листама од албума A Matter of Life and Death (2006), који је био на другом месту. Албум је такође остварио највишу позицију на листи у САД заузевши треће место.
Албум Senjutsu означава другу употребу оригиналног логотипа бенда (са проширеним словима Р, М и Н) на омоту студијског албума од The X Factor (1995), претходни употреба била је за The Book of Souls (2015).
На омоту албума аутор Марк Вилкинсон користи маскоту бенда Едија предсављеног као самураја који држи катану.

## Састав
- Брус Дикинсон – вокали
- Дејв Мари – гитара
- Адријан Смит – гитара
- Јаник Герс – гитара
- Стив Херис – бас гитара, клавијатуре
- Нико Мекбрејн – бубњеви

## Списак песама

### Први CD
1. Senjutsu - 8:20
2. Stratego - 4:59
3. The Writing on the Wall - 6:13
4. Lost in a Lost World - 9:31
5. Days of Future Past - 4:03
6. The Time Machine - 7:09

### Други CD
1. Darkest Hour - 7:20
2. Death of the Celts - 10:20
3. The Parchment - 12:39
4. Hell on Earth - 11:19